# نیروگاه برق آبی ملکا واکن
نیروگاه برق آبی ملکا واکن (به لاتین: Melka Wakena Hydroelectric Power Station) یک نیروگاه برقابی در اتیوپی است که در اتیوپی واقع شده‌است.